# Julius Heinrich Schreyer
Julius Heinrich Schreyer (* 23. September 1815 in Wildbach; † 16. November 1888) war ein deutscher Bergmann und Privatschullehrer, dessen Lebenslauf ein Spiegelbild der gesellschaftlichen Verhältnisse im sächsischen Erzgebirge des 19. Jahrhunderts ist.

## Leben und Wirken
Er wurde im Hause seiner in Wildbach wohnenden Großeltern als Sohn eines Berghäuers auf der Grube Gottes Geschick und begüterten Einwohners von Haide bei Raschau geboren und wuchs in Wildbach auf, wo er als Kind 1819 die Hochzeit seiner Tante Sophie Wilhelmine Krauß, der jüngeren Schwester seiner Mutter, mit dem begüterten Fuhrmann Christian Friedrich Pechstein aus Breitenbrunn erlebte. Nur sechs Jahre später starb seine Mutter.
Bereits im Alter von fünf Jahren nahm er Unterricht bei seinem Großvater, dem Schulmeister Krauß in Wildbach. Obwohl er Lehrer werden wollte, musste er den Beruf des Bergmanns erlernen. Er ging daher an das Bergamt Schneeberg, wurde dort jedoch abgewiesen und wuchs weiter beim Großvater in Wildbach auf. Erst 1834 gelang es ihm mit Unterstützung des Bergamtes Annaberg Bergmann auf dem Fürstenberg bei Haide zu werden. Er fuhr auf der Grube Kießels Hoffnung ein. 

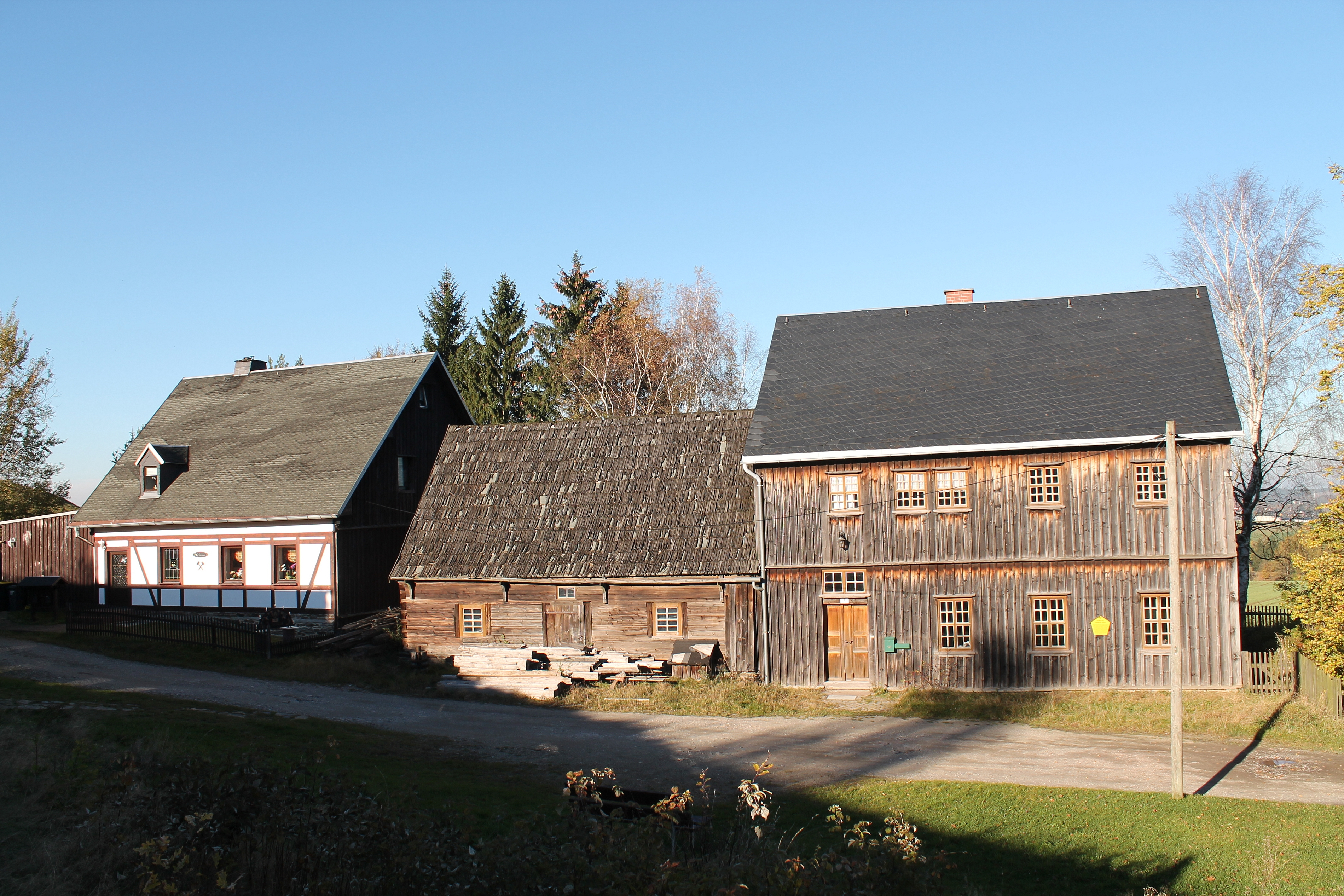
Huthaus, Vorratskammer und Zimmerhaus von Daniel Fundgrube

Nach dem Tod des Großvaters wurde er auf Bitten des Ortspfarrers August Groß nach Wildbach zurückgeholt, wo Schreyer im Januar 1835 Vikar der dortigen Schule wurde und gleichzeitig den Küsterdienst in der Dorfkirche übernahm. Aufgrund mangelnder Bezahlung wurde er 1839 im Zweitberuf erneut als Bergmann tätig, diesmal auf der mit einem Pferdegöpel versehenen Grube Daniel in Neustädtel.
Er heiratete die Tochter des Bergmanns Carl Friedrich Hennig, der in Schneeberg eine Privatschule gegründet hatte. Als sein Schwiegervater 1844 schwer erkrankte, übernahm Schreyer die Schule. Ein Jahr später starb Hennig. Schreyer leitete diese Schule bis Silvester 1875, als die Privatschulen durch das neue sächsische Volksschulgesetz aufgehoben wurden. Als Schulleiter erlangte er vor allen Dingen dadurch Bedeutung, dass er sich individuell einzelnen Schülern widmete, die dem Lehrstoff in Volksschulen nicht folgen konnten und deshalb an seine Privatschule geschickt wurden.
Den Bergmannsberuf konnte er nur noch kurze Zeit ausüben, da er sich beim Abschlagen von Gestein ein Bein verletzt hatte. Dafür übernahm er die Verwaltung der Bergbauunterstützungskasse in Schneeberg und zahlte Gelder an Bedürftige aus.
Was ihm selbst versagt blieb, eine ordentliche Ausbildung, ließ er seinen eigenen Kinder angedeihen. Zwei seiner Söhne wurden Lehrer, zwei weitere Söhne Pfarrer und der fünfte Sohn Kaufmann.